# Wolfgang (banda)
Wolfgang é uma banda de heavy metal, hard rock e grunge formada em 1992 em Manila, nas Filipinas. Wolfgang é notável por ser a única banda de Rock Filipina que lançou álbuns no Japão e nos Estados Unidos e por ganhar discos de platina em seu país natal. O quarteto ficou em hiato em 2002, mas se reuniu novamente em 2007.

## História
O vocalista Basti Artadi (nascido Sebastian Artadi) e baterista Wolf Gemora (nascido Leslie Gemora) começaram suas carreiras musicais em bandas locais, enquanto o guitarrista Manuel Legarda estava retornando as Filipinas depois de ficar um tempo na Espanha. Os três ficaram inspirados em formar uma banda após frequentar shows de uma banda local, o Razorback, que o apelidaram de "Wolfpack". Mais tarde, eles adotaram o nome de "Wolfgang", devido a uma sugestão de David Aguirre, um dos guitarristas do Razorback.
Tanto quanto a música das Filipinas era fortemente influenciada por artistas ocidentais, o Wolfgang adquiriu influencias de Metallica, Soundgarden, Carlos Santana, Pearl Jam, The Doors, Black Sabbath, Sepultura e seus heróis Led Zeppelin, Pink Floyd, Aerosmith, entre outros. Eles começaram a fazer shows na antiga casa de shows Atrium e na Kalye (que já fechou as portas), em Makati. Muitos baixistas passaram pela banda até a chegada de Mon Legaspi (nascido Ramon Legaspi), que finalmente completou a formação da banda. O começo do sucesso veio quando o Wolfgang tocou no programa "RJ Junior Jam", no canal de TV DZRJ-TV.

### Primeiro álbum
A banda apresenta demos de duas composições originais, Darkness Fell e Left Alone, para as rádios locais DWRT 99.5 e DWLA 105.9, onde gerou pedidos de muitos ouvintes. A banda assinou com a Tone Def, subsidiária da gravadora independente Ivory Records. E então, a banda lança seu primeiro álbum, auto-intitulado, em 1995. A banda flexiona suas habilidades artísticas na gravação do álbum, com Basti Artadi responsável pela arte da capa, tornando caricatura de si mesmo e dos outros membros da banda no meio de símbolos de terra, garrafas de cerveja e cigarros, e Manuel Legarda usando um ventilador para simular um efeito que ele tinha em mente para a canção "Cast of Clowns". A banda conseguiu um disco de platina pelo álbum em menos de um ano.
No festival NU Rock Awards de 1995, uma das maiores premiações do país, Artadi foi indicado a "Melhor vocalista do ano", Gemora a "Baterista do ano" e Legarda a "Guitarrista do ano". A banda foi indicada a "Melhor banda do ano" e "Melhor banda ao vivo". Legarda foi nomeado co-vencedor da categoria "Melhor Guitarrista do ano".

### Semenelin
A banda assinou em 1996 com a gravadora Epic Philippines, subsidiária da Sony BMG. O primeiro lançamento pela Epic, o segundo álbum Semenelin, conseguiu dois discos de Platina (aproximadamente 80.000 discos vendidos - A banda não permitira a gravadora para dar resultados exatos, mas não permite afirmar se o álbum chegou a disco de ouro ou platina). Wolfgang se tornava uma das bandas mais populares das Filipinas.
Semenelin foi indicado como "Álbum do ano" na premiação do NU107 Rock Awards daquele ano, onde Basti Artadi venceu na categoria "Melhor Vocalista do ano", Wolf Gemora venceu na categoria "Baterista do ano", Mon Legaspi venceu na categoria "Melhor baixista do ano", e a banda foi indicada a "Artista do ano" e a "Melhor banda ao vivo".
Semenelin foi lançado nos Estados Unidos em março de 1997, com duas músicas que eram originalmente cantadas por Artadi na língua Filipina, o Tagalo, cantadas em Inglês. As outras faixas em Semenelin são originalmente cantadas por Artadi em Inglês.

### Wurm
Wurm foi lançado no fim de 1997, conseguiu um disco de platina (40.000 álbuns vendidos). Comparado ao álbum anterior, Semenelin, as vendas foram baixas, que talvez possam ser atribuídas em parte a desaceleração do movimento do Rock Filipino, que havia começado alguns anos atrás. Isso, porém, não diminuiu a popularidade do Wolfgang, onde Wurm foi indicado ao NU107 Rock Awards de 1998 na categoria "Álbum do ano", onde Basti Artadi venceu pela segunda vez na categoria "Vocalista do ano", Wolf Gemora ganhou seu segundo prêmio na cateogira "Baterista do ano" e Mon Legaspi que vence pela segunda vez na categoria "Baixista do ano". Wolfgang também foi honrado na categoria "Escolha do Ouvinte" e "Artista do ano".
Wurm, que foi gravado inteiramente em inglês, foi lançado em 1998 no Japão, o segundo maior mercado da música. A banda faz vários shows em terras japonêsas para promover o álbum.

### Serve in Silence
O quarto álbum do Wolfgang, Serve in Silence foi lançado nas Filipinas em Março de 1999, onde a banda marca um retorno a proposta de som lançada no álbum Semenelin. Apesar do sucesso pelos críticos e pelo sucesso comercial, o álbum não foi lançado internacionalmente.
Serve in Silence foi indicado para "Álbum do ano" no NU107 Rock Awards de 1999, além de ter sido indicado também na categoria "Melhor embalagem". A banda foi indicada a "Banda/Artista do ano", e os quatro membros da banda levaram prêmios nas suas categorias individuais (Artadi em "Vocalista do ano", Legaspi em "Baixista do ano", Legarda em "Melhor Guitarrista do ano" e Gemora em "Baterista do ano"). A banda também foi indicada para "Melhor produção do ano".
Serve in Silence ficou em primeiro lugar na categoria "Álbum do ano", e Basti Artadi venceu de novo na categoria "Vocalista do ano". Wolfgang também venceu na categoria "Escolha do Ouvinte".

### Black Mantra
O quinto álbum do Wolfgang, Black Mantra, foi lançado em 2001, antes da sua dissolução em 2002. Seu principal single "No Falter" foi incluído na trilha sonora da versão filipina do filme Final Fantasy: The Spirits Within. [carece de fontes?] O álbum contém singles que se tornaram hits, como Bow Unto Thee, Idlip e Meckam.

### Antes do Hiato
Em Fevereiro de 2000, o álbum ao vivo Soundcheck: The Live Recordings, com a participação de Wolfgang e mais três bandas que estavam na Sony Music Entertainment Philippines, foi lançado. Na premiação NU107 Rock Awards de 2000, Basti Artadi foi indicado como "Vocalista do ano", Wolf Gemora na categoria "Baterista do ano", Mon Legaspi na categoria "Baixista do ano" e Manuel Legarda na categoria "Guitarrista do ano". Pela quarta vez, Basti Artadi venceu em sua categoria individual.
No fim do ano 2000, a banda lançou um álbum ao vivo intitulado Acoustica, onde, como o próprio nome sugere, a banda toca as suas músicas em formato acústico. O guitarrista do Razorback, David Aguirre, e a Universidade de Cantores Embaixadores das Filipinas, foram convidados para o show. O álbum ganhou disco de ouro.
Em Abril de 2001, em conjunto com a gravadora estadunidense Tower Records, a coletânea Volume, incluindo os sucessos da banda de seus álbuns anteriores, foi lançado na Austrália e nas lojas autorizadas da Tower Records nos Estados Unidos. O vocalista Basti Artadi participou de um projeto paralelo com integrantes do Razorback, que culminou em um lançamento em Agosto de 2001, um álbum de Rock Acústico intitulado Brain Salad.

### As Atividades Pós-Hiato
Depois da banda entrar em um hiato indefinido, o baixista Mon Legaspi subsituiu Carlos Balcells da banda The Dawn. Legaspi ficou no The Dawn de 2002 até 2004. Wolf Gemora está na banda de rock do Sul da Califórnia, Lokomotiv, enquanto Basti Artadi havia se tornado o vocalista de uma banda de San Francisco chamada Kitaan. Artadi mais tarde se tornaria o vocalista do Lokomotiv, lançando seu álbum de estréia Rock N' Roll Death Toll. Ele sairia da banda mais tarde, sendo substituído por Ryan Hudson. Artadi mais tarde trabalhou como coordenador do departamento de operações das empresas Gap em San Francisco. Manuel Legarda formou a banda DRT com o vocalista do Gnash, Jay Ortega, o baterista do Blue Rats, Miguel Ortigas e o baixista Paolo Pacia. Manuel Legarda saiu do DRT, e foi substituído por Daniel Crilosogo da banda DC Aftershock.

### Reunião e Novo álbum
Em uma jam com membros do Wolfgang e do Razorback rotulado de Flaming Hemorroids, não foi uma surpresa quando, em 6 de Janeiro e 12 de Janeiro de 2007, vários membros de ambos os grupos se reuniram para um concerto de reunião no Music Museum. Em contrapartida do Wolfgang foram Basti Artadi, Mon Legaspi e Manuel Legarda. Do Razorback foram Tirso Ripoll, Louie Talan, Kevin Roy, Brian Velasco e Miguel Ortigas. Wolf Gemora e David Aguirre não foram, por que estavam ocupados no Lokomotiv.
Durante o show, todos tocaram uma música nova e Basti Artadi fez um comentário sobre a gravação de um novo álbum. Mais tarde, o novo álbum foi promovido e publicado no portal de música Yahoo! Philippines.[carece de fontes?] O primeiro single, intitulado Deathsquad foi lançado através da estação de rádio local NU107 em 16 de Abril de 2007. O novo álbum é único em que a tecnologia digital será usado para os membros da banda para trocar partes gravadas online desde que a maioria deles são baseados no exterior. Em uma entrevista no portal de música Yahoo! Philippines com Basti Artadi, ele foi citado dizendo que "O Wolfgang nunca se encerrou", e as circunstâncias simplesmente levou os membros da banda para caminhos diferentes, no entanto "sempre deixou a porta aberta para que se alguma vez a oportunidade surge e nós poderíamos começar algum trabalho juntos, então é claro, por que não?"

### Villains
Depois de seis anos de hiato, em Dezembro de 2008 é lançado o sétimo álbum do Wolfgang, Villains. Eles começaram a trabalhar no álbum em 2007, e a maior interação entre os membros da banda foi feito por Correio Eletrônico (E-mail). Wolf Gemora disse que não vai tocar bateria nas canções desse álbum porque ele está muito ocupado em sua banda, Lokomotiv.
Em 10 de Dezembro de 2008, a banda lança Villains em uma performance ao vivo no Eastwood City Central Plaza, intitulada "The Black Christmas Project".
Em 19 de Março de 2009, eles fizeram uma outra performance ao vivo no Music Museum intitulada "Two Sides Live" junto com o Razorback. A banda começou com as músicas em formato elétrico, seguido de um setlist com canções acústicas com participação de Tirso Ripoll na guitarra e terminando com mais canções elétricas. Em um bônus para os fãs, a banda apresentou canções nunca antes apresentadas ao vivo, como I..., A New Mother Nature e Cathedral of Space.

## Integrantes
- Basti Artadi (Sebastian Artadi) - Vocais (1992-atualmente)
- Mon Legaspi (Ramon Legaspi) - Baixo (1992-atualmente)
- Manuel Legarda - Guitarra (1992-atualmente)
- Francis Aquino - Bateria (2007-atualmente)

Ex-Integrantes
- Wolf Gemora (Leslie Gemora) - Bateria (1992-2007)

## Discografia

### Álbuns de estúdio
- Wolfgang (Tone Def/Ivory Records, 1995.)
- Semenelin (Sony BMG Music Entertainment, 1996.)
- Wurm (Sony BMG Music Entertainment, 1997.)
- Serve in Silence (Sony BMG Music Entertainment, 1999.)
- Black Mantra (Sony BMG Music Entertainment, 2001.)
- Villains (Semenelin Music, 2008.)

### Álbuns ao Vivo
- Acoustica (Sony BMG Music Entertainment, 2000.)

### Coletâneas
- Volume (Sony BMG/Tower Records, 2001.)